# 大都會92
大都會92（法語：Metropolitans 92）是法國的一個職業籃球隊，現參加法國籃球甲級聯賽。

## 榮譽

### 國內比賽
法國籃球盃(1次) : 2012–13
法國超級盃(1次) : 2013
土魯斯錦標賽(1次) : 2014

## 著名球員

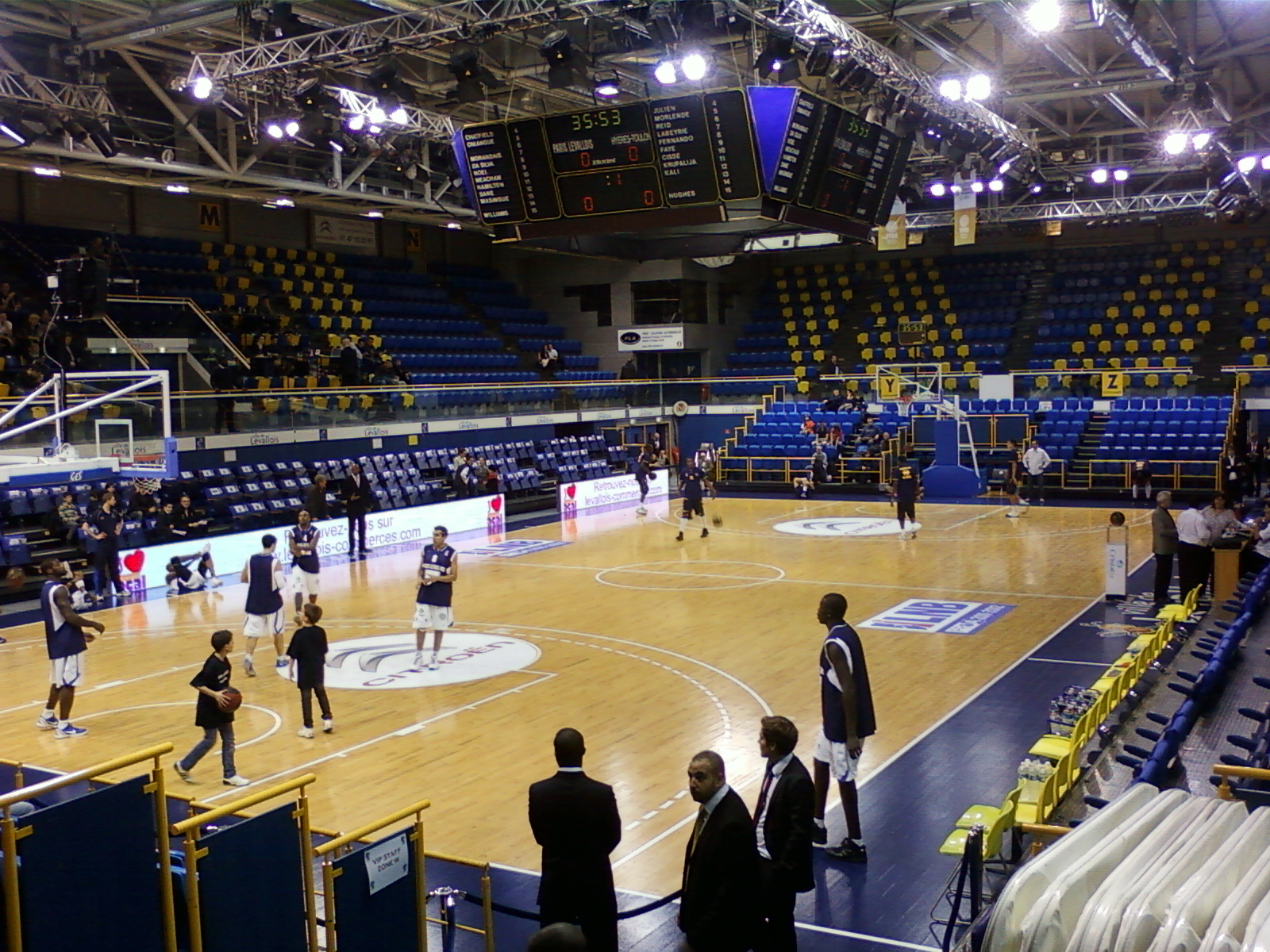
Palais des sports Marcel-Cerdan

- 伯利斯·迪奧[2]
- 維克多·文班亞馬

## 外部連結
- Official website[]
- Metropolitans 92 （页面存档备份，存于） at Eurobasket.com